# Hosejnabad (Kurdystan)
Hosejnabad – wieś w Iranie, w ostanie Kurdystan, w szahrestanie Bidżar. W 2006 roku liczyła 151 mieszkańców.